# الزعاب (محضة)
الزعاب منطقة سكنية تقع في ولاية محضة، التابعة لمحافظة البريمي في سلطنة عمان. يقدر عدد سكانها بـ 6 نسمة حسب إحصاء عام 2010 التابع للمركز الوطني للإحصاء والمعلومات الحكومي. رمز المنطقة هو 40240212.

## الوصلات الخارجية
- المركز الوطني للإحصاء والمعلومات، سلطنة عمان